# Poética dos Cinco Sentidos
Poética dos Cinco Sentidos é um livro de contos, publicado em 1979 e escrito por vários autores portugueses. Cada autor escreveu sobre um sentido, como se vê abaixo:
| Sentido         | Autor                |
| --------------- | -------------------- |
| A Visão         | Maria Velho da Costa |
| O Ouvido        | José Saramago        |
| O Olfato        | Augusto Abelaira     |
| O Gosto         | Nuno Bragança        |
| O Tato          | Ana Hatherly         |
| O Sexto Sentido | Isabel da Nóbrega    |